# Celeste Olalquiaga
Celeste Olalquiaga   (segle XX) és una erudita independent veneçolana. És autora de The Artificial Kingdom: A Treasury of the Kitsch Experience and Megalopolis: Contemporary Cultural Sensibility. Va rebre una subvenció de la Fundació Rockefeller el 1994 i una beca Guggenheim el 1996. Escriu la columna «Lliçó d'objectes» per a la revista Cabinet.